# Scambus taiwanus
Scambus taiwanus là một loài tò vò trong họ Ichneumonidae.